# Anton von Ditfurth
Anton von Ditfurth (26 novembre 1588 à Stadthagen; 7 mai 1650) est un haut administrateur en Saint-Empire et figure comme poète parmi les membres de la société poétique Societas Frugifera (der Fruchtbringenden Gesellschaft).